# مقاطعة زامورا تشينتشيبه
زامورا تشينتشيبه هي مقاطعة في الإكوادور والعاصمة هي زامورا وتقع في نهاية جنوب شرقي حوض الأمازون، و تشترك في الحدود مع دولة بيرو من الشرق والجنوب. والمقاطعة تبلغ مساحتها حوالي 10456 كيلو متر مربع، وهي مغطاة بطبوغرافيا جبلية فريدة يميزها بشكل ملحوظ عن المقاطعات الأمازونية المحيطة بها. تتميز زامورا تشينتشيبه ومعروفة إلى حد كبير بصناعة التعدين.

## كانتونات
وتنقسم المقاطعة إلى 9 كانتونات :